# Banjo-Kazooie
Banjo-Kazooie é um jogo eletrônico de plataforma desenvolvido pela Rare e originalmente lançado para o console Nintendo 64 em 1998. É o primeiro jogo da série Banjo-Kazooie e segue a história de um urso, Banjo, e de um pássaro, Kazooie, em sua aventura para impedir os planos da bruxa Gruntilda, que pretende roubar a beleza da irmã mais nova de Banjo, Tooty, para si mesma. O jogo apresenta nove mundos não-lineares onde o jogador deve usar a ampla gama de habilidades de Banjo e Kazooie para coletar itens e progredir na história. Apresenta desafios como resolver quebra-cabeças, saltar sobre obstáculos, coletar itens e derrotar inimigos.
Originalmente concebido como um jogo de aventura chamado Dream para o Super Nintendo Entertainment System, Banjo-Kazooie foi projetado para atrair jogadores de todas as idades, de modo semelhante aos filmes da Walt Disney Animation Studios. O jogo foi um sucesso comercial e de crítica, vendendo quase dois milhões de cópias nos Estados Unidos. Foi elogiado por seus gráficos detalhados, trilha sonora dinâmica e level design intrincado, com muitas análises comparando-o favoravelmente à Super Mario 64. Em 1999, ele recebeu dois prêmios da Academy of Interactive Arts & Sciences: "Jogo para Console de Ação do Ano" e "Excelência Em Arte/Gráficos". O jogo foi remasterizado para Xbox 360 em 2008 e incluído na compilação Rare Replay para Xbox One em 2015. Uma sequência, Banjo-Tooie, foi lançada em 2000.

## Jogabilidade

Captura de tela da primeiro fase de Banjo-Kazooie, a Mumbo's Mountain. Coletar notas musicais concede ao jogador acesso a novas áreas do mundo superior do jogo

Banjo-Kazooie é um jogo eletrônico de plataforma no qual o jogador controla os protagonistas Banjo e Kazooie de uma perspectiva em terceira pessoa. O jogo apresenta nove mundos tridimensionais onde o jogador deve reunir notas musicais e peças de quebra-cabeças, chamadas Jiggies, para progredir. O jogador viaja de um mundo para o outro através da Gruntilda's Lair, uma região que atua como o mundo superior do jogo. Jiggies permitem que o jogador complete quebra-cabeças que abrem portas para novos mundos, enquanto notas musicais permitem que o jogador acesse novas seções do mundo superior. Assim como Super Mario 64, Banjo-Kazooie possui uma região aberta e permite que o jogador colete Jiggies e notas musicais em uma ordem não-linear. Também é possível completar certos mundos fora de ordem, caso o jogador tenha Jiggies e notas musicais suficientes para alcançar um mundo antes do pretendido.
Cada mundo é composto por uma série de desafios que envolvem resolver quebra-cabeças, saltar sobre obstáculos, reunir objetos e derrotar inimigos. O jogo apresenta elementos de ação-aventura, com o jogador devendo frequentemente interagir com personagens não jogáveis (NPCs) e ajudá-los. Também é possível aumentar a barra de vida de Banjo e Kazooie coletando pedaços de favo de mel vazios durante o jogo. Banjo e Kazooie podem executar várias habilidades, como pular, escalar, nadar, voar e rolar sobre os inimigos. Eles vão aprendendo gradualmente ao encontrar seu amigo, Bottles, ao longo do jogo. Algumas habilidades requerem itens específicos para serem executadas. Por exemplo, penas vermelhas permitem que Banjo e Kazooie voem, enquanto penas douradas os protegem de danos. Alguns itens permitem que a dupla ganhe habilidades temporárias. Por exemplo, os sapatos Turbo Trainer fornecem uma rajada de velocidade usada para chegar a um destino a tempo. Além disso, são encontradas em cada mundo pequenas criaturas chamadas Jinjos que, após toda sua população ser coletada de um determinado mundo, concedem à dupla um Jiggy (pedaço de quebra-cabeça).
Banjo e Kazooie são ocasionalmente auxiliados por seu amigo Mumbo Jumbo, um xamã que pode usar poderes mágicos para transformá-los em várias criaturas. Isso inclui um cupim, um crocodilo, uma morsa, uma abóbora e uma abelha. As criaturas têm suas próprias habilidades e permitem que o jogador acesse desafios que de outra forma seriam inacessíveis. Antes que um processo de transformação seja permitido, o jogador deve encontrar um número necessário de "Mumbo Tokens" nos mundos. Ao encontrar um livro de feitiços chamado Cheato no mundo superior do jogo, o jogador também pode desbloquear códigos secretos que aumentam a capacidade do inventário de itens de Banjo e Kazooie.

## Enredo
Em uma região chamada Spiral Mountain, uma bruxa mal-humorada chamada Gruntilda descobre com seu caldeirão, Dingpot, que Tooty, uma ursa que vive nas proximidades, é mais bonita que ela. Com ciúmes, Gruntilda cria uma máquina para transferir a beleza de uma entidade para outra, pretendendo usá-la com Tooty. Gruntilda sequestra Tooty enquanto seu irmão mais velho, Banjo, está dormindo. O amigo de Banjo, Kazooie, o acorda e os dois resolvem resgatar Tooty. Enquanto Banjo e Kazooie coletam notas musicais e Jiggies para atravessar a Gruntilda's Lair, eles são ajudados por Bottles, uma toupeira e amigo de Tooty, e Mumbo Jumbo, um xamã que costumava ser professor de Gruntilda; eles também resgatam Jinjos, pequenas criaturas que Gruntilda aprisionou em cada mundo.
Tendo reunido a maioria das notas musicais e Jiggies, Banjo e Kazooie participam de um game show de curiosidades apresentado por Gruntilda, onde respondem a perguntas e completam desafios relacionados a certos aspectos do jogo. Assim que ganham o jogo, Banjo e Kazooie recuperam Tooty e comemoram com seus amigos com um churrasco. Pouco depois de o churrasco começar, no entanto, Tooty, insatisfeita com a derrota passiva de sua sequestradora, manda os heróis perseguirem a fugitiva Gruntilda. Banjo e Kazooie vão ao topo da Gruntilda's Lair, onde enfrentam a bruxa. Uma batalha feroz começa, mas com a ajuda dos Jinjos que eles resgataram, Gruntilda é derrubada em direção à Spiral Mountain, onde fica presa sob uma pedra. Banjo e Kazooie vão de férias a uma praia com seus amigos e comemoram a vitória. Gruntilda jura vingança contra Banjo e Kazooie, chamando seu capanga, Klungo, para mover a pedra.

## Desenvolvimento

### Origem
A origem de Banjo-Kazooie pode ser traçada até o Project Dream, um jogo eletrônico cancelado desenvolvido pela equipe de Donkey Kong Country 2: Diddy's Kong Quest para o Super Nintendo Entertainment System. Inspirado nos jogos de RPG japoneses e nos jogos de aventura da LucasArts, Dream foi desenvolvido por 16 meses e estrelava um garoto que teve problemas com um grupo de piratas. O jogo usou a tecnologia gráfica Advanced Computer Modeling (ACM) da Rare, usada pela primeira vez em uma fase de Donkey Kong Country. Conforme o desenvolvimento progredia, o personagem foi substituído por um coelho e mais tarde por um urso, que eventualmente se tornou Banjo. Como o lançamento do Nintendo 64 tornou a tecnologia ACM obsoleta, a Rare decidiu fazer a transição do desenvolvimento do jogo para esse console. O projeto provou ser muito ambicioso para os desenvolvedores, que achavam que o jogo não era divertido. Depois que as primeiras versões de Conker's Bad Fur Day da Rare se provaram satisfatórias, a empresa decidiu reformular Dream para um jogo de plataforma no estilo Donkey Kong. No entanto, quando a Rare percebeu que Super Mario 64 iria definir o padrão para jogos em 3D, fazendo seu projeto parecer desatualizado, a empresa acabou descartando todo o trabalho em Dream para produzir um novo jogo com Banjo.

### Produção
O trabalho real em Banjo-Kazooie começou em março de 1997 com uma equipe de desenvolvimento de 10 pessoas. Conforme a produção progredia, a equipe cresceu para um total de 15 membros, que incluíam sete engenheiros, cinco artistas, dois designers e um músico. A equipe era composta por pessoas experientes e inexperientes; alguns trabalharam na Rare por 10 anos, enquanto outros nunca haviam trabalhado em um jogo eletrônico. Gregg Mayles atuou como o designer-chefe. O mundo 3D de Super Mario 64 foi uma grande inspiração para Banjo-Kazooie, já que a Rare pretendia combiná-lo com o visual de Donkey Kong Country. O jogo foi projetado para atrair jogadores de todas as idades de forma semelhante aos filmes da Walt Disney Animation Studios. De acordo com a Rare, "Queríamos que os personagens atraíssem principalmente um público mais jovem, mas, ao mesmo tempo, proporcionassem humor e atitude suficientes para não desencorajar os jogadores mais velhos". A música do jogo, composta por Grant Kirkhope, foi projetada para desaparecer gradualmente de um estilo para o outro sem pausa, enquanto a composição geral é repetida continuamente.
A Rare decidiu fazer um jogo de ação totalmente focado no Banjo e em suas habilidades. Kazooie foi posteriormente concebido durante o planejamento de tais habilidades. De acordo com Mayles, "Tivemos a ideia de que um par de asas poderia aparecer [...] de sua mochila para ajudá-lo a realizar um segundo salto. Também queríamos que Banjo pudesse correr muito rápido quando necessário [então] adicionamos um par de pernas 'rápidas' que apareceram do fundo da mochila. [E logo depois] chegamos à conclusão lógica de que poderiam pertencer a outro personagem, um que realmente vivesse na mochila de Banjo". O personagem recebeu o nome de um kazoo, que era considerado um instrumento irritante, "muito parecido com a personalidade do pássaro", explicou Mayles. Em vez de diálogos reais, todos os personagens do jogo apresentam vozes "murmurantes". Essa escolha foi feita para transmitir suas personalidades sem que eles realmente falassem, já que a Rare sentiu que o discurso real "poderia arruinar a percepção do jogador sobre os personagens". A bruxa Gruntilda foi inspirada por Grotbags da série de televisão britânica Grotbags.
Banjo-Kazooie emprega uma técnica avançada para renderizar seus gráficos. Os personagens do jogo foram criados com quantidades mínimas de texturas para que pudessem ter uma aparência nítida e limpa, enquanto os fundos usam texturas muito grandes divididas em 64×64 pedaços, que era o maior tamanho de textura que o Nintendo 64 poderia renderizar. Como essa técnica causou problemas de fragmentação de memória significativos, os desenvolvedores criaram um sistema proprietário que poderia "reorganizar" a memória enquanto os jogadores jogavam o jogo. De acordo com o programador-chefe Chris Sutherland, "Eu duvido que muitos jogos [de Nintendo 64] da época fizessem algo assim". O fato de o jogador poder ser transformado em pequenas criaturas foi implementado para dar a alguns dos mundos um senso de escala diferente.
A Rare planejou originalmente incluir um modo multijogador e mais mundos no jogo, mas esses recursos não foram implementados devido a restrições de tempo; alguns deles foram posteriormente incluídos na sequência Banjo-Tooie. Além disso, um recurso chamado "Stop 'N' Swop", que teria permitido que dados fossem transferidos de Banjo-Kazooie para Donkey Kong 64 e Banjo-Tooie, permanece incompleto no jogo. O recurso nunca foi totalmente implementado devido a dificuldades técnicas no hardware do Nintendo 64. O desenvolvimento do jogo levou 17 meses para ser concluído após a Rare ter descartado Project Dream, os dois primeiros destes sendo gastos experimentando a tecnologia gráfica de Dream. Em junho de 1997, uma versão funcional do jogo foi exibida na Electronic Entertainment Expo (E3), onde foi oficialmente anunciado que Dream havia se tornado Banjo-Kazooie. O jogo foi inicialmente agendado para lançamento em novembro de 1997, contudo foi adiado para dar aos desenvolvedores mais tempo para poli-lo. Banjo-Kazooie foi lançado em 29 de junho de 1998 na América do Norte, em 17 de julho na Europa e em 6 de dezembro no Japão.

## Recepção
Banjo-Kazooie recebeu aclamação da crítica após o seu lançamento, com os analistas frequentemente comparando-o com Super Mario 64 devido à sua jogabilidade semelhante. Escrevendo para IGN, o editor Peer Schneider sentiu que Banjo-Kazooie era "o melhor jogo de plataforma 3D [que ele] já jogou, e um sucessor mais do que digno de Super Mario 64". A GamePro descreveu Banjo-Kazooie como um "jogo mais complexo, mais fluido e mais atraente" do que Super Mario 64, enquanto a N64 Magazine destacou a sua duração, observando que o jogo pode levar 40 ou 50 horas para ser totalmente concluído.
Os gráficos foram vistos como um dos aspectos mais fortes do jogo. Jeff Gerstmann da GameSpot escreveu: "graficamente, Banjo-Kazooie o leva a outro nível. O jogo mantém a aparência de Mario 64, mas em vez de polígonos achatados e sombreados, [Banjo-Kazooie] usa muitas texturas". A longa distância de visão do jogo, taxa de quadros estável, iluminação especial, efeitos de transparência e animações foram destacados de forma muito positiva. Os críticos também elogiaram a trilha sonora dinâmica do jogo. A IGN comentou que a música "permite que os jogadores saibam para onde estão indo. Isso acontece o tempo todo e em todos as fases. É tudo muito parecido com a Disney". Os efeitos sonoros receberam elogios semelhantes, com alguns críticos creditando os padrões de fala únicos e diversificados dos personagens.
A GameSpot observou que, embora a jogabilidade seja relativamente estereotipada, ela "faz as progressões lógicas que você esperaria que a Nintendo fizesse". A Game Informer observou que, embora Banjo-Kazooie seja muito semelhante a Super Mario 64, tem menos ênfase nos elementos de plataforma e mais na exploração. A Next Generation destacou a profundidade e os detalhes do jogo, afirmando que Super Mario 64 "parece nu e envelhecido em comparação". Colin Williamson da AllGame declarou prós semelhantes, creditando o level design como "simplesmente delicioso, carregado de criatividade, segredos e personagens memoráveis." A Nintendo Power comentou que os quebra-cabeças presentes no jogo eram modernos e que os personagens "têm uma atitude mais barulhenta do que Mario e sua equipe". Um aspecto habitualmente criticado do jogo foi o seu sistema de câmeras. A GameRevolution observou que, ocasionalmente, a câmera pode estar em um ângulo ruim para medir um salto corretamente, enquanto a Edge disse que sua posição fixa em seções subaquáticas pode ser frustrante para recuperar itens colecionáveis.
Em 1999, Banjo-Kazooie recebeu dois prêmios durante a 2ª edição da Interactive Achievement Awards: "Jogo para Console de Ação do Ano" e "Excelência Em Arte/Gráficos". Também foi indicado para "Jogo do Ano" e "Jogo para Console de Aventura do Ano". A IGN concedeu ao jogo os prêmios "Melhores Gráficos no Geral de 1998", "Melhor Design de Textura de 1998", e "Melhor Música de 1998".

### Vendas
Após o seu lançamento, Banjo-Kazooie teve um desempenho comercial positivo tanto no Reino Unido quanto nos Estados Unidos. A Virgin Megastore relatou que o jogo estava no topo das paradas de vendas do Reino Unido em 21 de setembro de 1998. No Japão, Banjo-Kazooie entrou no Top 10 na tabela de vendas da Famitsu na semana que terminou em 13 de dezembro de 1998, vendendo 74 mil cópias para um total de 117 399. No festival Milia de 1999 em Cannes, o jogo levou para casa um prêmio "Gold" por receitas acima de 26 milhões de euros na União Europeia em 1998. Até março de 2003, o jogo vendeu mais de 405 mil unidades no Japão e, até dezembro de 2007, vendeu mais de 1,8 milhão de cópias nos Estados Unidos.

## Legado
Uma sequência, Banjo-Tooie, foi lançada em 2000 para Nintendo 64 e adota amplamente a mecânica de jogo de seu antecessor. A série Banjo-Kazooie continuou a ser desenvolvida com o lançamento de Banjo-Kazooie: Grunty's Revenge e Banjo-Pilot para Game Boy Advance em 2003 e 2005, respectivamente. Os personagens Banjo e Kazooie provaram ser populares e já foram vistos como mascotes em potencial para o Xbox 360. Um terceiro jogo principal, Banjo-Kazooie: Nuts & Bolts, foi lançado para Xbox 360 em 2008. Nuts & Bolts é um desvio de seus antecessores e envolve o jogador construindo veículos de todas as formas e tamanhos para completar os desafios.
Uma versão para Xbox Live Arcade de Banjo-Kazooie, desenvolvida pela 4J Studios, foi lançada para Xbox 360 em 26 de novembro de 2008. Esta versão roda em modo widescreen completo, possui conquistas e suporta a conectividade "Stop 'N' Swop" que estava incompleta na versão de Nintendo 64, usada agora para desbloquear recursos em Banjo-Kazooie: Nuts & Bolts e na então próxima versão para Xbox Live Arcade de Banjo-Tooie. A versão de Xbox Live Arcade foi bem recebida pelos críticos, apresentando uma pontuação agregada de 77/100 no Metacritic. Enquanto algumas publicações, como a Eurogamer, consideraram o jogo como relativamente inalterado e desatualizado, vários concordaram que a versão de Xbox Live Arcade foi um renascimento sólido de um clássico. Em 2009, a IGN o classificou em sétimo lugar em sua lista dos "10 Melhores Jogos de Xbox Live Arcade", com o editor Cam Shea afirmando que, embora o jogo "não seja perfeito, foi um título marcante por uma razão".
Banjo-Kazooie é ocasionalmente incluído nas listas de "melhores jogos" de publicações de jogos eletrônicos. Em 2000, o jogo foi classificado em sétimo lugar na lista dos "25 Melhores Jogos de Nintendo 64 de Todos os Tempos" da IGN. Em 2009, a Game Informer classificou o jogo em 71º em sua lista dos "100 Melhores Jogos de Todos os Tempos". Em 2015, a versão de Xbox Live Arcade de Banjo-Kazooie foi lançada como parte da compilação Rare Replay para Xbox One. Em 2019, esta versão foi aprimorada para rodar em resolução 4K nativo no Xbox One. Um sucessor espiritual de Banjo-Kazooie, Yooka-Laylee, foi lançado em 2017. Elementos, em grande parte provenientes de Banjo-Kazooie, foram lançados como parte de um conteúdo para download para o jogo de luta crossover Super Smash Bros. Ultimate em 4 de setembro de 2019, incluindo Banjo e Kazooie como tag team de lutadores jogáveis e um palco baseado na fase Spiral Mountain, um dos mundos do jogo. Em 20 de janeiro de 2022, Banjo-Kazooie foi adicionado à biblioteca de jogos do Nintendo 64 do Nintendo Switch Online, marcando seu primeiro relançamento em um console da Nintendo.